# 贝格海姆
贝格海姆（德語：Bergheim，發音：[ˈbɛʁkˌhaɪm] ⓘ）是德国北莱茵-威斯特法伦州科隆行政区莱茵-埃尔夫特县的城市，也是莱茵-埃尔夫特县的县治，面积96.33平方千米，2023年12月31日人口为62,172人。

## 友好城市
贝格海姆与以下城市结为友好城市：
- 比利时 昂代讷
- 法國 绍尼

此外，自1958年起，贝格海姆的下奥瑟姆区与法国的布里埃建立了合作关系。